# 季戊四醇
季戊四醇（分子式：C(CH2OH)4），多元醇类有机物，学名“2,2-双(羟甲基)-1,3-丙二醇”。

## 性质
季戊四醇是白色或淡黄色的结晶粉末，稍溶于乙醇，溶于水、甲醇、甘油、乙二醇、甲酰胺，不溶于丙酮、苯、石蜡、醚和四氯化碳。易被一般有机酸酯化，与稀氢氧化钠溶液同煮无反应。

## 制取
可由甲醛和乙醛在碳酸钠／氢氧化钠（钠法）或氢氧化钙（钙法）存在下发生羟醛缩合生成3-羟基丙醛，后者在α-碳原子上继续与两分子甲醛反应得三羟甲基乙醛，再进一步发生Cannizzaro反应得到季戊四醇。反应的副产物有双季戊四醇和三季戊四醇等。

## 用途
季戊四醇主要用在涂料工业中，可用以制造醇酸树脂涂料，能使涂料膜的硬度、光泽和耐久性得以改善。它也用作色漆、清漆和印刷油墨等所需的松香脂的原料，并可制干性油、阴燃性涂料和舫空润滑油等。季戊四醇的脂肪酸酯是高效的润滑剂和聚氯乙烯增塑剂，其环氧衍生物则是生产非离生表面活性剂的原料。季戊四醇易与金属形成络合物，也在洗涤剂配方中作为硬水软化剂使用。此外，还用于医药、农药等生产。
季戊四醇分子中含有四个等同的羟甲基，具有高度的对称性，因此常被用作多官能团化合物的制取原料。由它硝化可以制得季戊四醇四硝酸酯（太安，PETN），是一种烈性炸药；酯化可得季戊四醇三丙烯酸酯（PETA），用作涂料。